# 1940-es finn labdarúgó-bajnokság (első osztály)
Az 1940-es finn labdarúgó-bajnokság (Mestaruussarja) a finn  labdarúgó-bajnokság legmagasabb osztályának tizenegyedik alkalommal megrendezett bajnoki éve volt. Bajnoki pontvadászat helyett azonban kuparendszer szerinti volt a lebonyolítás, melyet a Sudet Viipuri csapata nyerte.

## Elődöntők
| M | Csapat 1      | Eredmény | Csapat 2     |
| - | ------------- | -------- | ------------ |
| 1 | TPS Turku     | 6–3      | VPS Vaasa    |
| 2 | Sudet Viipuri | 2–1      | HJK Helsinki |

## Döntő
| M | Csapat 1      | Eredmény | Csapat 2  |
| - | ------------- | -------- | --------- |
| 1 | Sudet Viipuri | 2–0      | TPS Turku |

## Külső hivatkozások
- Hivatalos honlap (finnül)
- Finnország – Az első osztály tabelláinak listája az RSSSF-en (angolul)